# Miopatia immunologiczna związana z dużymi histiocytami
Miopatia immunologiczna związana z dużymi histiocytami (ang. large-histiocyte-related immune myopathy, LHIM) – rzadko występujący zespół autoimmunologiczny, w którym fagocyty pochłaniające, zazwyczaj martwe tkanki, skupiły się wokół uszkodzonych włókien mięśniowych, powodując ich ból i osłabienie, czyli objawy podobne do rabdomiolizy. Choroba opisana w 2019 r. przez zespół z Washington University School of Medicine w St. Louis na podstawie czterech znanych przypadków.